# Paradoxos da implicação material
Os Paradoxos da Implicação Material consiste em um conjunto de fórmulas que são verdades na lógica clássica, mas  são intuitivamente problemáticas. Um desses paradoxos é Paradoxo da Implicação.
	A ideia central dos paradoxos está em um mal-entendido entre a interpretação da validade da implicação lógica da linguagem cotidiana e sua interpretação formal na lógica clássica, derivada da álgebra de George Boole.  Na logica clássica, implicação descreve sentenças condicionais se-então, utilizando a interpretação verdade funcional , ex: “p implica q” é definida para ser “não é o caso de p ser verdadeiro e q falso”. Além disso, “p implica q” é equivalente a “p é falso ou q é verdadeiro”. Por exemplo, “Se estiver chovendo, então eu levarei um guarda-chuva”, é equivalente a “Não está chovendo, ou eu levarei um guarda-chuva, ou ambos”. Essa interpretação verdade funcional da implicação é chamada Implicação Material ou Condicional Material.
	Paradoxos são enunciados lógicos verdadeiros cuja verdade é intuitivamente surpreendente para pessoas que não estão familiarizadas com eles. Seja os termos ‘p’, ‘q ‘, e ‘r’ proposições arbitrárias. Os principais paradoxos estão listados a seguir:
{\displaystyle (\neg p\land p)\to q} , p e sua negação implica q. Esse é o paradoxo da implicação.
{\displaystyle p\to (q\to p)} , se p é verdadeiro, então é consequência de todo q.
{\displaystyle \neg p\to (p\to q)} se p é falso então implica qualquer q. Isto é referido com “explosão”.
{\displaystyle p\to (q\lor \neg q)} , ou q ou sua negação é verdadeira, então sua disjunção é implicada por todo p.
{\displaystyle (p\to q)\lor (q\to r)} , se p, q e r são proposições arbitrárias, então p implica q ou q implica r. Isso é porque se q é verdadeiro então é porque foi consequência de p. Se for falso, então q implica qualquer outro enunciado. Como r pode ser p, segue que, dado duas proposições arbitrárias, uma deve implicar na outra, mesmo se elas forem mutuamente contraditórias. Por exemplo, “Nádia está em Barcelona implica Nádia está em Madri, ou Nádia está em Madri implica Nádia está em Barcelona”. Esse truísmo soa sem sentido na linguagem banal.
{\displaystyle \neg (p\to q)\to (p\land \neg q)} ,  se p não implica q então p é verdadeiro e q é falso. Já se p for falso então implicaria em q, logo p é verdadeiro.  Se q também fosse verdadeiro então p implicaria em q, logo q é falso. Esse paradoxo é um tanto surpreendente, uma vez que nos diz que se uma preposição não implica na outra então a primeira é verdadeira e a segunda falsa.
Os paradoxos da implicação material surgem da definição de verdade funcional da implicação material, que é dito verdadeiro simplesmente porque o antecedente é falso ou o consequente é verdadeiro. Por esse critério, 'Se a lua é feita de queijo verde, então o mundo está acabando' simplesmente porque a lua não é feita de queijo verde. Com isso, qualquer contradição implica qualquer coisa, já que uma contradição nunca é verdadeira.  Além disso, uma tautologia é acarretada por qualquer coisa, já que uma tautologia é sempre verdadeira.
Resumindo, apesar de ser similar com o que nós dizemos com 'logicamente implica', no uso ordinário a implicação material não captura o sentido do 'Se-então'.

## Paradoxo da Implicação
Como paradoxo mais conhecido, e formalmente mais simples, o paradoxo da implicação tem a melhor apresentação.
	Na linguagem natural, um exemplo desse paradoxo é:
	Está chovendo
	E
	Não está chovendo
	Logo,
	A Lua é feita de queijo
Isso advém do princípio da explosão, uma lei da lógica clássica que afirma que premissas inconsistentes sempre tornam um argumento válido, isto é, premissas inconsistentes acarretam em qualquer conclusão. Isso parece paradoxal, uma vez que sugere que o argumento acima é válido.

## Entendendo o Paradoxo
Na lógica clássica, o conceito de validade é:
	Um argumento (consistindo de premissas e uma conclusão) é dito válido se e somente se não existe nenhuma situação em que todas as premissas sejam verdadeiras e a conclusão falsa.
Um exemplo de argumento válido:
	Se está chovendo existe água – primeira premissa
	Está chovendo – Segunda premissa
	Existe água – Conclusão
Nesse exemplo, não existe caso em que as premissas são verdadeiras e a conclusão falsa. Como não existe nenhum contraexemplo, o argumento é válido.
Pode-se construir, no entanto, um argumento onde as premissas são inconsistentes entre si. Isso satisfaria o teste por um argumento válido, uma vez que não existiria nenhuma situação em que todas as premissas fossem verdadeiras, impossibilitando a situação onde todas as premissas são verdadeiras e a conclusão falsa.
Tome como exemplo o argumento a seguir:
A matéria tem massa – primeira premissa (verdadeira)
A matéria não tem massa – segunda premissa (falsa)
Todos os números são iguais a doze  - conclusão
Como não existe nenhuma situação possível onde ambas as premissas são verdadeiras, então certamente não ha  situação possível aonde as premissas poderiam ser verdadeiras e a conclusão falsa. Então o argumento é válido para qualquer conclusão. Premissas inconsistentes implicam em todas as conclusões.

## Explicando o Paradoxo
A estranheza do paradoxo da implicação vem do fato de que a definição de validez na logica clássica nem sempre concorda com o termo no uso cotidiano.  Na linguagem cotidiana, nós não consideramos premissas inconsistentes. Na lógica clássica o conceito de Solidez é apresentado. Um argumento sólido é um argumento válido cujas premissas não se contradizem. Um aprimoramento sugerido à noção de validade lógica para eliminar este paradoxo é a lógica relevante. 

## Simplificação
Fórmulas paradoxais clássicas estão ligadas a fórmula,
- {\displaystyle (p\land q)\to p}

que é o princípio da simplificação, podendo ser derivado facilmente das fórmulas paradoxais. Além disto, surgem sérios problemas ao tentar usar a implicação material para representar o português falado. Isto acontece com frequência com o Se-Então. Tome como exemplo os casos abaixo onde as inferências são de fato válidas:
1. {\displaystyle (p\to q)\land (r\to s)\ \vdash \ (p\to s)\lor (r\to q)}
2. {\displaystyle (p\land q)\to r\ \vdash \ (p\to r)\lor (q\to r)}

Mas mapeando isto para o português faz surgir paradoxos. A primeira sentença poderia ser “ Se John está em Londres então está na Inglaterra, e se ele está em Paris então ele está na França. Logo, ou é verdade que (a) Se John está em Londres então está na França, ou (b) que se está em Paris então está na Inglaterra. Isto é possível na lógica clássica, mas soa muito estranho na linguagem falada.
O segundo exemplo pode ser lido assim: “Se ambos os interruptores A e B estão ligados, então a luz está acesa. Logo, ou é verdade que  (a) se A está ligado, a luz está acesa ou (b) ou se B está ligado a luz está acesa”. Para o português falado, a interpretação mais adequada seria “Sempre que A estiver ligado a luz está acesa” e “Sempre que B estiver ligado a luz está acesa”.